# Herbario Nacional de Victoria

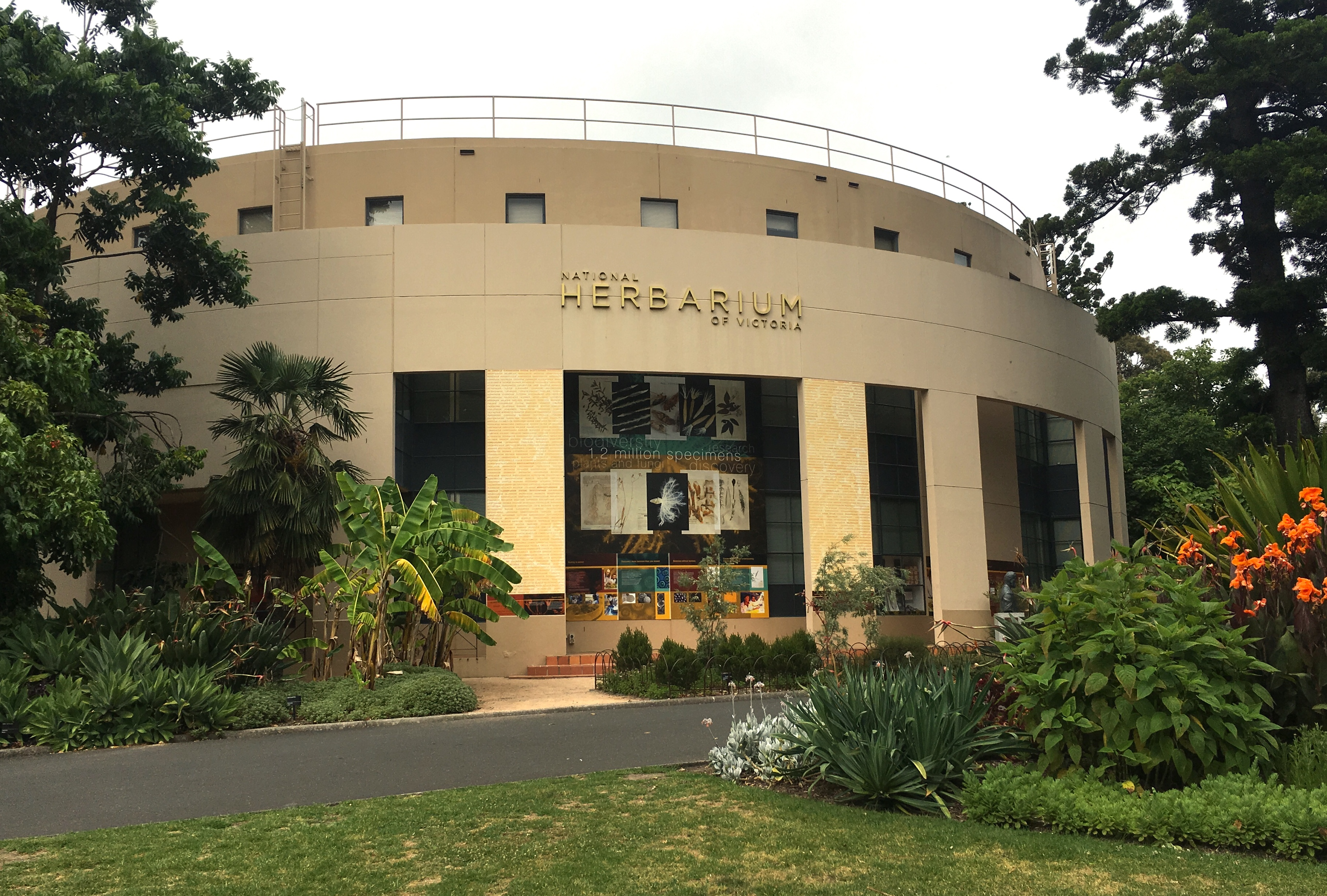
Fachada del Herbario Nacional de Victoria; una ampliación del edificio original.

El Herbario Nacional de Victoria (o National Herbarium of Victoria en inglés) es uno de los primeros herbarios del estado en Australia. Fue establecido en 1853 y está situado en el Real Jardín Botánico de Melbourne. El edificio actual fue construido en 1934 a través de una donación del filántropo Sir Macpherson Robertson. Alberga una colección completa de 1,2 millones de especímenes de plantas. También contiene una colección botánica importante y es un socio importante, en Australia, del proyecto Herbario Virtual.